# Allan Wanga
Allan Wetende Wanga (n. 26 de noviembre de 1985 en Kisumu) es un futbolista profesional keniano, que actualmente juega para el Hoang Anh Gia Lai de la Liga vietnamita. El 2 de diciembre de 2010, firmó un contrato de 2 años con el referido equipo. Juega principalmente de delantero.

## Carrera en equipos

### Años juveniles
Allan Wanga comenzó jugando en la escuela primaria. Siendo joven jugó en diferentes categorías del desaparecido equipo de Kisumu, su pueblo natal. Luego acudió a la St Paul’s High School, en el distrito de Butere retirándose al poco tiempo de las mismas, pues esta no tenía un equipo famoso de fútbol.

### Inicios de su carrera
En el 2006 se unió al Lolwe FC, que luego jugó en la Liga Nacional de Kenia, la segunda división de dicho país. Sólo permaneció tres meses en el equipo, pues la referida división fue eliminada. Luego intentó jugar en el Agro-Chemical, pero según Wanga ello no sucedió pues fue amenazado por los demás jugadores del equipo, regresando a su casa, siendo persuadido por su madre a unirse al ejército. Al fallar el examen para ingresar al ejército, tuvo una oportunidad en el Sher Karuturi, otro equipo de alto nivel de Kenia. Luego de esperar una oferta de contrato en vano, su hermano Richard lo llamó por una oferta de trabajo en Canadá, lo cual finalmente no se concretó.
Luego de casi un año sin equipo, a inicios del 2007, fue contactado por el club Tusker FC de la Liga Keniana de Fútbol. Jugó para el Tusker hasta finales de la temporada 2007, cuando el equipo ganó la Liga. Anotó 9 goles en sus últimos 13 partidos y 21 en total.

### Atlético Petróleos Luanda
A finales de 2007 partió para jugar en el club Angoleño Atlético Petróleos de Luanda, desechando ofertas de equipos suecos. Ganó la Liga angoleña de fútbol en su primer año, siendo el primer título equipo desde 2001. Jugó un total de 35 partidos, anotando en 9 ocasiones.

### FK Inter Baku
En enero de 2010, pasó a jugar al FK Baku de la Liga Premier de Azerbaiyán en un contrato de seis meses removable a un año. Ganó en dicho año el torneo doméstico.

### Hoang Anh Gia Lai
En el 2011 pasó al Hoàng Anh Gia Lai de la Liga vietnamita.

## Carrera internacional
Debutó para la Selección de fútbol de Kenia el 4 de junio de 2007, en un partido de locales contra Suazilandia. Su primer gol para Kenia se dio el 8 de diciembre de 2007 en la derrota por 2-1 frente  Tanzania en la Copa CECAFA 2007.
En la Copa CECAFA 2007 ayudó a su selección a llegar hasta los cuartos de final, perdiendo frente a Uganda por penales. En el torneo Wanga anotó tres goles en 4 partidos.

## Palmarés
| Título                     | Club                      | País                  | Año  |
| -------------------------- | ------------------------- | --------------------- | ---- |
| Liga Keniana de Fútbol     | Tusker FC                 | Bandera de Kenia      | 2007 |
| Liga angoleña de fútbol    | Atlético Petróleos Luanda | Bandera de Angola     | 2008 |
| Liga angoleña de fútbol    | Atlético Petróleos Luanda | Bandera de Angola     | 2009 |
| Liga Premier de Azerbaiyán | FK Inter Baku             | Bandera de Azerbaiyán | 2010 |

## Equipos
| Club                      | País       | Año         |
| ------------------------- | ---------- | ----------- |
| Lolwe FC                  | Kenia      | 2005 - 2006 |
| Tusker FC                 | Kenia      | 2007        |
| Atlético Petróleos Luanda | Angola     | 2008 – 2010 |
| FK Inter Baku             | Azerbaiyán | 2010        |
| Hoang Anh Gia Lai         | Vietnam    | 2011 -      |